# Justicia dejecta
Justicia dejecta är en akantusväxtart som beskrevs av Raymond Benoist. Justicia dejecta ingår i släktet Justicia och familjen akantusväxter. Utöver nominatformen finns också underarten J. d. albipila.